# Елеонора Юлиана фон Бранденбург-Ансбах
Елеонора Юлиана фон Бранденбург-Ансбах (на немски: Eleonore Juliane von Brandenburg-Ansbach; * 23 октомври 1663, Ансбах; † 4 март 1724, Ансбах) от род Хоенцолерн, е принцеса от Бранденбург-Ансбах и чрез женитба херцогиня на Вюртемберг-Винентал.

## Живот
Дъщеря е на маркграф Албрехт II фон Бранденбург-Ансбах (1620 – 1667) и втората му съпруга София Маргарета фон Йотинген (1634 – 1664), дъщеря на граф Йоахим Ернст фон Йотинген-Йотинген.
Елеонора Юлиана се омъжва на 31 октомври 1682 г. в Ансбах за херцог Фридрих Карл фон Вюртемберг-Винентал (1652 – 1698), син на херцог Еберхард III фон Вюртемберг. След смъртта на своя съпруг тя се връща през 1710 г. обратно в Ансбах. Тя съчинява духовни песни.
Погребана е в манастирската църква в Щутгарт.

## Деца
Елеонора Юлиана има с Фридрих Карл децата:
- Карл Александер (1684 – 1737), херцог на Вюртемберг
- Доротея Шарлота (1685 – 1687)
- Фридрих Карл (1686 – 1693)
- Хайнрих Фридрих (1687 – 1734)
- Максимилиан Емануел (1689 – 1709)
- Фридрих Лудвиг (1690 – 1734)
- Христиана Шарлота (1694 – 1729)

∞ 1709 маркграф Вилхелм Фридрих фон Бранденбург-Ансбах (1685 – 1723)